# Circulation
Circulation is een internationaal peer-reviewed wetenschappelijk tijdschrift op het gebied van de hart- en vaatziekten. Het werd opgericht in 1950 en verschijnt anno 2010 wekelijks. Met een impactfactor van 14,43 in 2014 is Circulation het best geciteerde blad op dit gebied. Artikelen die zijn gepubliceerd in Circulation zijn gedurende de eerste 12 maanden na publicatie alleen beschikbaar voor abonnees; daarna zijn ze vrij beschikbaar voor iedereen. Circulation wordt uitgegeven door de uitgeverij Lippincott Williams & Wilkins, uit naam van de American Heart Association.
Sinds 2008 heeft Circulation zes dochtertijdschriften:
- Circulation: Arrhythmia and Electrophysiology (Circ. Arrhythm. Electrophysiol., ISSN 1941-3149)
- Circulation: Heart Failure (Circ. Heart Fail., ISSN 1941-3289)
- Circulation: Cardiovascular Imaging (Circ. Cardiovasc. Imaging., ISSN 1941-9651)
- Circulation: Cardiovascular Interventions (Circ. Cardiovasc. Intervent. ISSN 1941-7640)
- Circulation: Cardiovascular Quality and Outcomes (Circ. Cardiovasc. Qual. Outcomes. ISSN 1941-7705)
- Circulation: Cardiovascular Genetics (Circ. Cardiovasc. Genet., ISSN 1941-7640)

Hoewel Circulation in principe ook experimenteel werk publiceert bestaat de inhoud vooral uit klinische studies. In de dochtertijdschriften is experimenteel of basaal onderzoek beter vertegenwoordigd. De American Heart Association geeft daarnaast ook het tijdschrift Circulation Research uit, dat geheel aan experimenteel onderzoek is gewijd en ook bijvoorbeeld resultaten van computersimulaties publiceert.